# Hesperapis flavitarsis
Hesperapis flavitarsis är en biart som först beskrevs av Heinrich Friese 1912.  Hesperapis flavitarsis ingår i släktet Hesperapis och familjen sommarbin. Inga underarter finns listade i Catalogue of Life.